# Noble M500
El Noble M500 es un automóvil superdeportivo cupé de dos puertas biplaza, producido por el fabricante inglés Noble Automotive desde 2022.

## Desarrollo y diseño
No se trata de un sucesor del Noble M600, sino de un modelo menos potente o «hermano menor», aunque la estructura sí es casi un 70% heredada de este último. Los cambios son para ubicar el nuevo motor y hacer el ingreso al habitáculo más simple. La carrocería es de material compuesto reforzado fibra de vidrio y resina plástica. Las suspensiones son de doble horquilla en ambos ejes, muelles helicoidales, amortiguadores pasivos y dirección hidráulica. Fue presentado a principios de 2022, aunque ya se había visto previamente en el Festival de la Velocidad de Goodwood de 2018.
La plataforma parte de un chasis tubular entramado de acero con el motor colocado en posición central-trasera, sobre el cual se acoplan los paneles de la carrocería, fabricados en compuestos plásticos en lugar de fibra de carbono, aunque no se excluye del todo el utilizar este último material, en el caso de que así lo pida el cliente. En cuanto a su estética, continúa con respecto a la de sus antecesores, con una parte frontal mucho más afilada que se parece un poco al Ferrari 488. La parte trasera presenta un alerón semicamuflado, que parece contar con una parte extensible en función de la velocidad. El interior podría contar con asientos tipo butaca de carbono Recaro Podium que están muy bajos, mientras que el panel de instrumentos es digital con dos pantallas de gran tamaño al centro del tablero, una de ellas para el control del sistema multimedia; y una tercera más pequeña que integra los controles del sistema de climatización. La cajuela está en la parte delantera. El prototipo inicialmente pesaba alrededor de 1400 kg (3086 libras), pero posteriormente se pretendía reducirlo a 1250 kg (2756 libras). Se tenía previsto una producción de 50 unidades al año.

## Especificaciones
Está equipado con un motor V6 Ford EcoBoost biturbo de 3497 cm³ (3,5 L; 213,4 plg³) con un diámetro x carrera de 92,51 x 86,7 mm (3,64 x 3,41 pulgadas), el mismo que se encuentra también en el Ford GT, pero con alrededor de 550 CV (542 HP; 405 kW). Va acoplado a una transmisión manual de seis velocidades fabricada por Graziano. Con esto se espera que su velocidad máxima sea cercana a los 320 km/h (199 mph) y una aceleración de 0 a 100 km/h (0 a 62 mph) en 3.5 segundos. No cuenta con  las comodidades que ofrecen otros deportivos de lujo, ni tampoco ABS, control de estabilidad ni bolsas de aire, además de una menor cantidad de asistencia electrónica.